# الطبقة الضفيرية الشكل الداخلية
طبقة الضفيرة الداخلية أو الطبقة ضفيرية الشكل الداخلية (بالإنجليزية: Inner plexiform layer)‏ هي منطقة في الشبكية تتكون من شبكة كثيفة من اللييفات تتكون من التغصنات المتشابكة لخلايا العقدة الشبكية وخلايا الطبقة النووية الداخلية. تتضمن عدد قليل من الأرومات الإسفنجية المتفرعة داخل هذه الشبكة.
تحتوي على المشابك بين محاور الخلية ثنائية القطب والتشعبات في الخلايا العقدية وخلايا أماكرين.